# Distrito de Lluta
El distrito de Lluta es uno de los veinte que conforman la provincia de Caylloma, ubicada en el departamento de Arequipa, en el Sur del Perú.
Desde el punto de vista jerárquico de la Iglesia católica forma parte de la Arquidiócesis de Arequipa.

## Toponimia
El nombre del distrito podría tener su origen en el vocablo quechua lluqta, terrón de ceniza para ayudar con el chacchado de la coca o en llutay, llenar con barro a mano sectores de una pared.

## Historia
El pueblo de Lluta es producto de una reducción española y su historia es muy antigua en vista que existen pintura rupestre del estilo Toquepala y por los restos arqueológicos se deduce que tuvo ocupaciones sucesivas es decir de Wari a Inca. En 1574, Lluta aparece en los archivos parroquiales como doctrina franciscana conjuntamente con Taya, Huanca, Murco y Yura. "En el siglo XVIII la doctrina de Lluta, a cargo de los padres franciscanos, tenía como anexos los siguientes cuatro pueblos: San Lorenzo de Murco; Santiago de Huanca; San Jerónimo de Taya y San Andrés de Yura, todos ellos pertenecientes a la jurisdicción de Lluta. El distrito de Lluta fue creado políticamente el 2 de enero de 1825. durante en el gobierno de Ramón Castilla..

## División administrativa
En la actualidad el distrito de Lluta cuenta con una municipalidad en el centro poblado de Lluta. También comprende los anexos de Taya (con sus caseríos de Jatumpata, Mocca, Cuñirca y Santa Cecilia), Querque y Casáu. También presenta dos caseríos: Toroy y Coracorral.

## Economía

### Agricultura
Produce productos de primera necesidad como papa, maíz, habas, trigo, cebada, quinua y alfalfa.

### Ganadería
Existe en el distrito crianza de ganado vacuno, ovino porcino y caballar.

## Dato Adicional
El pueblo de LLuta ha tenido varios alcaldes, cabe resaltar el mejor alcalde en todos los tiempos ha sido el exalcalde Jorge Victoriano Charagua Jacobo gracias a las obras y una excelente gestión en todo su periodo, pese a esto la población no se siente satisfecha con la ejecución te este exalcalde el cual ha sido condecorado como uno de los mejores alcaldes del Perú.

## Natural
Desde el mirador de Saranquima, situado a 4020 m s. n. m. se divisan Arequipa, El Pedregal, el nevado Coropuna y el volcán Ampato.

## Autoridades

### Municipales
- 2023 -2026
  - Alcalde: Gerald Hilario Rivera Valverde
- 2019-2022
  - Alcalde: Jorge Victoriano Charagua Jácobo
  - Regidores:

  1. Dani Franklin Zapana Vilca
  2. Dalia Eloisa Huamani Yapo
  3. Diógenes Cincinato Ordóñez Zapana
  4. Leoncio Obdulio Jácobo Huertas
  5. Félix Guillermo Lorena Aguirre.

- 2015 - 2018
  - Alcalde: Paulino Wilfredo Vilca Vilca

- 2011-2014[4]
  - Alcalde: Teodosio Elio Begazo Maica, del Movimiento Decide (D).
  - Regidores: Bertha Leovilda Jacobo Begazo (D), Nicolás Eloy Bustinza Coaquira (D), María Angélica Chambi Orosco (D), Víctor Edilberto Vilca Álvarez (D), Jaime Fulgencio Jacobo Zapana (Arequipa Renace).
- 2007-2010
  - Alcalde: Jacinto Leodor Neyra Jacobo..

## Festividades
- San Isidro.